# Maria Jose Gaidano
Pour les articles homonymes, voir Gaidano.
María José Gaidano (née le 25 mai 1973 à Buenos Aires) est une joueuse de tennis argentine, professionnelle de janvier 1992 à 2000.
En 1993, alors classée 137e mondiale et issue des qualifications, elle a atteint le 4e tour à l'US Open (battue par Natasha Zvereva), sa meilleure performance en simple dans une épreuve du Grand Chelem.
Pendant sa carrière, elle a remporté deux titres en double sur le circuit WTA.
Maria Jose Gaidano a enfin représenté son pays en Fed Cup en 1997.

## Palmarès

### Titres en double dames
| No | Date       | Nom et lieu du tournoi        | Catégorie | Dotation  | Surface      | Partenaire    | Finalistes                            | Score         |          |
| -- | ---------- | ----------------------------- | --------- | --------- | ------------ | ------------- | ------------------------------------- | ------------- | -------- |
| 1  | 06/07/1992 | Torneo Internazionale Palerme | Tier IV   | 100 000 $ | Terre (ext.) | Halle Carroll | Petra Langrová Ana-Maria Segura-Perez | 6-3, 4-6, 6-3 | Parcours |
| 2  | 03/05/1993 | Belgian Open Liège            | Tier IV   | 100 000 $ | Terre (ext.) | Radka Bobková | Ann Devries Dominique Monami          | 6-4, 2-6, 7-6 | Parcours |

### Finale en double dames
| No | Date       | Nom et lieu du tournoi   | Catégorie | Dotation  | Surface      | Vainqueures                     | Partenaire     | Score    |          |
| -- | ---------- | ------------------------ | --------- | --------- | ------------ | ------------------------------- | -------------- | -------- | -------- |
| 1  | 28/04/1997 | Croatian Ladies Open Bol | Tier IV   | 107 500 $ | Terre (ext.) | Laura Montalvo Henrieta Nagyová | Marion Maruska | 6-3, 6-1 | Parcours |

## Parcours en Grand Chelem

### En simple dames
| Année | Open d'Australie | Open d'Australie | Internationaux de France | Internationaux de France | Wimbledon      | Wimbledon       | US Open        | US Open         |
| ----- | ---------------- | ---------------- | ------------------------ | ------------------------ | -------------- | --------------- | -------------- | --------------- |
| 1993  | -                | -                | 2e tour (1/32)           | Julie Halard             | -              | -               | 4e tour (1/8)  | Natasha Zvereva |
| 1994  | 1er tour (1/64)  | Tami Whitlinger  | 1er tour (1/64)          | Sabine Hack              | 2e tour (1/32) | Arantxa Sánchez | 2e tour (1/32) | Alexia Dechaume |
| 1995  | -                | -                | 2e tour (1/32)           | Iva Majoli               | -              | -               | 3e tour (1/16) | Arantxa Sánchez |
| 1996  | 1er tour (1/64)  | Rika Hiraki      | 1er tour (1/64)          | Laurence Courtois        | -              | -               | 2e tour (1/32) | Irina Spîrlea   |

À droite du résultat, l’ultime adversaire.

### En double dames
| Année | Open d'Australie          | Open d'Australie        | Internationaux de France     | Internationaux de France | Wimbledon | Wimbledon | US Open                  | US Open                    |
| ----- | ------------------------- | ----------------------- | ---------------------------- | ------------------------ | --------- | --------- | ------------------------ | -------------------------- |
| 1993  | -                         | -                       | 2e tour (1/16) Radka Bobková | Debbie Graham B. Schultz | -         | -         | 1er tour (1/32) A. Fusai | Katrina Adams M. Bollegraf |
| 1994  | 1er tour (1/32) S. Testud | Steffi Graf P. Tarabini | -                            | -                        | -         | -         | -                        | -                          |

Sous le résultat, la partenaire ; à droite, l’ultime équipe adverse.

### En double mixte
N'a jamais participé à un tableau final.

## Parcours en Fed Cup
| #                                                              | Date       | Lieu   | Surface         | Gagnante(s)    | Perdante(s)        | Score    |          |
|                                                                |            |        |                 |                |                    |          |          |
| 1997 - Barrage (groupe mondial I) - Suisse - Argentine - 5 : 0 |            |        |                 |                |                    |          |          |
| 1                                                              | 12/07/1997 | Zurich | Moquette (int.) | Martina Hingis | Maria Jose Gaidano | 6-1, 6-2 | Parcours |
| 1                                                              | 12/07/1997 | Zurich | Moquette (int.) | Patty Schnyder | Maria Jose Gaidano | 6-1, 6-0 | Parcours |

## Classements WTA en fin de saison

### En simple
| Année | 1990 | 1991 | 1992 | 1993 | 1994 | 1995 | 1996 | 1997 | 1998 | 1999 |
| Rang  | 430  | 323  | 259  | 86   | 189  | 111  | 160  | 209  | 352  | 315  |

Source : (en) « Classements de Maria Jose Gaidano », sur le site officiel du WTA Tour

### En double
| Année | 1990 | 1991 | 1992 | 1993 | 1994 | 1995 | 1996 | 1997 | 1998 | 1999 |
| Rang  | 475  | 317  | 124  | 146  | 671  | 418  | -    | 167  | 466  | 391  |

Source : (en) « Classements de Maria Jose Gaidano », sur le site officiel du WTA Tour